# Michaela Moua
Michaela Assouan Nnah Moua (Helsinki, 18 agosto 1976) è un'ex cestista finlandese.

## Carriera
Ala-centro di 184 cm, ha giocato in Serie A1 con Priolo e in A2 con Pontedera.

## Statistiche
Dati aggiornati al 20 agosto 2011
| Stagione        | Squadra              | Competizione | Partite | Partite | Partite | Statistiche tiro | Statistiche tiro | Statistiche tiro | Altre statistiche | Altre statistiche | Altre statistiche | Altre statistiche | Altre statistiche |
| Stagione        | Squadra              | Competizione | Pres.   | Titol.  | Minuti  | Tiri da 2        | Tiri da 3        | Liberi           | Rimb.             | Assist            | Rubate            | Stopp.            | Punti             |
| --------------- | -------------------- | ------------ | ------- | ------- | ------- | ---------------- | ---------------- | ---------------- | ----------------- | ----------------- | ----------------- | ----------------- | ----------------- |
| 2002-2003       | Acer Priolo          | Serie A1     | 26      |         | 860     | 68/137           | 1/8              | 27/58            | 128               | 14                | 46                |                   | 166               |
| 2007-2008       | Castellani Pontedera | Serie A2     | 31      | 29      | 1019    | 170/320          | 1/7              | 73/140           | 225               | 23                | 58                | 1                 | 416               |
| Totale carriera |                      |              |         |         |         |                  |                  |                  |                   |                   |                   |                   |                   |